# Jan I. Skotský
Jan I. (cca 1249 – 25. listopadu 1314), původním jménem John Balliol, byl král Skotska v letech 1292 až 1296.
Byl synem Devorguilly z Galloway, vnučky Davida, hraběte z Huntingdonu, a Jana, 5. barona z Balliolu. Po své matce zdědil velké panství v Galloway a různé statky v Huntingdonu, po svém otci zdědil velká panství v Anglii a Francii.
Po smrti Markéty se stal jako praprapravnuk skotského krále Davida I. jedním z uchazečů o skotský trůn. Svůj nárok přednesl ve sporu o nástupnictví na skotském trůnu, ve kterém byl jedním z hlavních soudců anglický král Eduard I. Rozhodnutí o tom, že je právoplatným Markétiným nástupcem, padlo 17. listopadu 1292 a 30. listopadu byl ve Scone korunován.

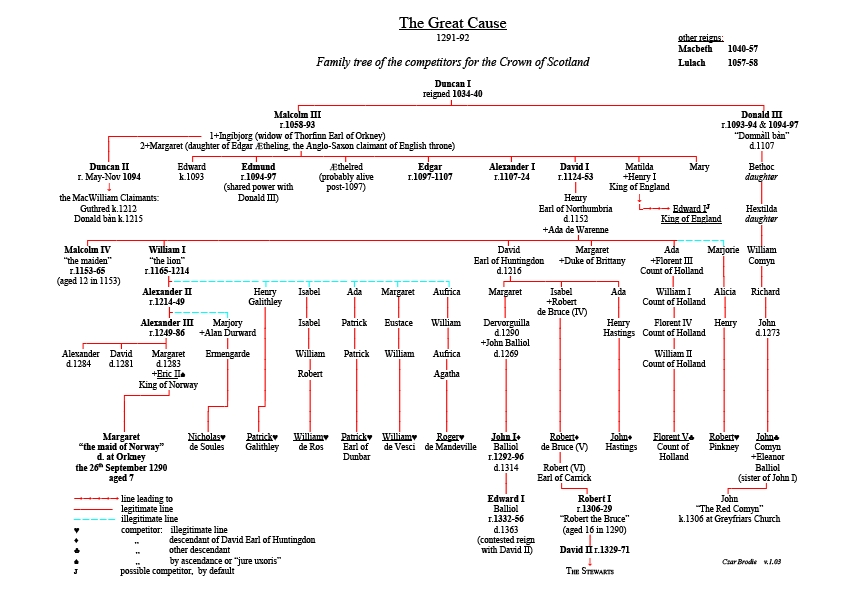
Rodokmen uchazečů o skotský trůn

Eduard I., který se považoval za svrchovaného pána Skotska, trvale podkopával Janovu autoritu. Požadoval, aby slib věrnosti byl skládán jemu, převzal právní spory vůči skotskému králi ze strany jeho poddaných, požadoval podíl na úhradě nákladů za obranu Anglie a podporu jeho tažení do Francie. Skotsko považoval za svého vazala a opakovaně ponižoval nového krále, jenž měl malou autoritu. Vůdčí představitelé skotské aristokracie vytvořili v červenci 1295 skupinu poradců, fakticky poručníků, která měla radit skotskému králi, a zahájili jednání o spojenectví s Francií.
Eduard na jednání s Francií odpověděl vpádem do Skotska, porazil skotské vojsko v bitvě u Dunbaru a 27. dubna 1296 obsadil Dunbarský hrad. Jan abdikoval 10. července 1296. Krátce byl vězněn v Toweru, ale v červenci 1296 mu byl umožněn odjezd do Francie. Nějaký čas byl nucen strávit v papežském sídle, ale v létě 1301 mu bylo povoleno odejít na svá panství v Hélicourtu.
Janovi spojenci se dívali na jeho abdikaci jako na vynucenou a tedy neplatnou a považovali ho stále za právoplatného skotského krále. Povstání roku 1297 vedené Williamem Wallacem a Andrewem Morayem odkazovalo na to, že je vedeno v jeho jménu. Janova pozice byla ale slabá, a ačkoli se Skotové snažili diplomaticky dosáhnout jeho uvolnění z domácího vězení, bylo Skotsko fakticky bez krále až do roku 1306, kdy na trůn nastoupil Robert Bruce.
Jan zemřel 25. listopadu 1314 na rodinném panství v Hélicourtu ve Francii.